# Ополовник чорногорлий
Ополовник чорногорлий (Aegithalos leucogenys) — вид горобцеподібних птахів родини довгохвостосиницевих (Aegithalidae).

## Поширення
Вид поширений на півночі та північному заході Пакистану і на південному сході Афганістану.

## Опис
Дрібний птах завдовжки 11 см, вагою 6-8 г. Тіло пухке з великою округлою головою, коротким конічним дзьобом, короткими загостреними крилами та довгим клиноподібним хвостом. Оперення сірувато-коричневого забарвлення, на спині, крилах та хвості темніше. Від основи дзьоба через око до скроні проходить чорна смуга. Горло чорне, відмежоване зверху білими «вусами». Дзьоб чорний. ноги блідо-червоні. Очі жовті.

## Спосіб життя
Живе у просторих лісах з підліском з чагарників. Трапляється у невеликих сімейних групах. Проводить більшу частину часу серед гілок кущів або нижніх гілок великих дерев, шукаючи поживу серед листя. Живиться комахами, павуками та іншими дрібними безхребетними. Сезон розмноження триває з березня по травень. У цей період пари ізолюються від зграї і стають строго територіальними. Гніздо у формі мішка побудоване з лишайників та павутиння, розташовується на кущі або низькому дереві. У гнізді 4-8 яєць. Інкубація триває два тижня. Пташенята залишають гніздо через півтора місяця після вилуплення.